# Голованов, Виктор Семёнович
Ви́ктор Семёнович Голова́нов (5 марта 1949, Лиски, Воронежская область, РСФСР, СССР ― 22 апреля 2011, Йошкар-Ола, Марий Эл, Россия) ― советский и российский актёр театра, театральный режиссёр, педагог. Актёр Челябинского театра кукол (1966―1990), главный режиссёр Республиканского театра кукол (г. Йошкар-Ола) (2001―2011). Заслуженный артист РСФСР (1986). Лауреат Государственной премии РСФСР имени К. С. Станиславского (1985).

## Биография
Родился 5 марта 1949 года в г. Лиски Воронежской области РСФСР.
В 1988 году окончил ЛГИТМиК по специальности «Актёр драматического театра и кино», специализация ― «Актёр театра кукол».
В 1966―1990 годах ― актёр Челябинского театра кукол, в 1990―2001 годах ― актёр Воронежского театра кукол «Шут».
В 2001 году приехал в Йошкар-Олу, где вплоть до последних дней жизни работал актёром, режиссёром, главным режиссёром Республиканского театра кукол. В 2005―2011 годах ― художественный руководитель актёрского курса кукольников в Марийском республиканском колледже культуры и искусств имени И. С. Палантая.
За свою актёрскую карьеру сыграл более 140 ролей. Является лауреатом Всероссийского фестиваля памяти С. В. Образцова в номинации «Лучшая мужская роль» ― Лизандр, Основа, Оберон («Сон в летнюю ночь», У. Шекспир). Участник Всемирных фестивалей театров кукол (1985, Печ, Венгрия; 2003, Шарлевиль, Франция; 2005, Барселона, Испания).
В 1986 году ему присвоено почётное звание «Заслуженный артист РСФСР». В 1985 году присуждена Государственная премия РСФСР имени К. С. Станиславского.
Женат, супруга ― народная артистка Республики Марий Эл, лауреат Государственной премии Марий Эл Н. И. Голованова.
Скончался 22 апреля 2011 года в Йошкар-Оле. 

## Основные роли
Список основных ролей В. С. Голованова: 
- Бродяга («Из жизни насекомых», К. Чапек)
- Лётчик («Маленький принц», А. де Сент-Экзюпери)
- Папа Джепетто («Пиноккио», М. Розенман)
- Ноздрёв, Манилов, Собакевич, Плюшкин («Мёртвые души», Н. Гоголь)
- Волк («Золотой цыплёнок», В. Орлов)
- «Жанна д’Арк»
- «Карьера Артуро Уи, которой могло не быть», Б. Брехт
- «Аистёнок и пугало», Л. Лопейская и Г. Крчулова

## Основные постановки
Список основных постановок В. С. Голованова: 
- «Гусёнок», Н. Гернет (1987)
- «Маленькая фея», В. Рабадан (2002)
- «Клочки по закоулочкам», Г. Остер
- «Машенька и медведь», В. Швембергер (2003)
- «Три поросёнка», С. Михалков (2003)
- «Теремок», С. Маршак (2005)
- «Золотой цыплёнок», В. Орлов (2008)

## Признание
- Заслуженный артист РСФСР (22.12.1986)[3][4]
- Государственная премия РСФСР имени К. С. Станиславского (1985) ― за исполнение ролей в спектаклях «Карьера Артура Уи, которой могло не быть» Б. Брехта, «Мёртвые души» Н. В. Гоголя, «Аистёнок и пугало» Л. Лопейской и Г. Крчуловой, поставленные на сцене Челябинского театра кукол[3][4].
- Лауреат Всероссийского фестиваля памяти С. В. Образцова[1][2]

## Память
- В 2011 году в Доме творческих союзов Марий Эл прошёл вечер памяти актёра В. С. Голованова[6][7].
- В 2018 году на Марийском телевидении вышла программа «Виват, король» памяти актёра В. Голованова[10].